# Aprostocetus albae
Aprostocetus albae är en stekelart som beskrevs av Yang 1996. Aprostocetus albae ingår i släktet Aprostocetus och familjen finglanssteklar. Inga underarter finns listade i Catalogue of Life.